# Franco Corelli
Franco Corelli (08 tháng 4 năm 1921 - 29 tháng 10 năm 2003) là một giọng nam cao người Ý đã có một sự nghiệp opera quốc tế lớn từ năm 1951 đến năm 1976. Associated đặc biệt với việc spinto tenor kịch tính và vai trò của các tiết mục Ý, ông đã được cử hành phổ cho giọng cường quốc của mình, ghi chú trên điện khí, âm sắc rõ ràng, giọng hát nồng nàn và màn trình diễn đáng chú ý. Được mệnh danh là "Hoàng tử của các kỳ hạn", Corelli sở hữu khuôn mặt đẹp trai và một sự hiện diện sân khấu có sức lôi cuốn mà yêu quý anh ấy đến với khán giả. Ông đã có một quan hệ đối tác lâu dài và hiệu quả với Opera Metropolitan ở thành phố New York từ năm 1961 đến năm 1975. Ông cũng xuất hiện trên các giai đoạn của hầu hết các nhà hát lớn ở châu Âu và với các công ty opera trên khắp Bắc Mỹ.

## Liên kết
- Franco Corelli's biography at Opera Vivrà
- History of the Tenor - Sound Clips and Narration Lưu trữ ngày 24 tháng 2 năm 2012 tại Wayback Machine
- Franco Corelli trên IMDb